# Hofmann (restaurant)
Hofmann és un restaurant creat el 1992 a Barcelona per la cuinera catalana Mey Hofmann.
Ubicat en un primer moment, des de la seva creació el 1992, al barri del Born de Barcelona, al costat de l'escola del mateix nom, l'any 2007, quinze anys després de la seva inauguració, el restaurant Hofmann abandona l'antic establiment per tal de deixar més espai a l'escola de cuina de nom homònim a la qual pertany, i es trasllada al número 14-16 del carrer de la Granada del Penedès, entre el carrer Balmes i la Via Augusta, entre el barri de Sant Gervasi i el barri de Gràcia de Barcelona. Tant el restaurant com l'escola tenen un especial reconeixement a nivell internacional, i el restaurant, on es poden trobar els millors plats de la cuina mediterànea, és considerat com un dels més prestigiosos de la ciutat. L'any 2004 fou guardonat amb una Estrella Michelin. L'any 2023 fou seleccionat com a un dels millors restaurants de Barcelona per la revista gastronómica Bon Viveur.